# Torrinhas (Batalha)
Torrinhas é uma pequena povoação situada na freguesia de Reguengo do Fetal, município da Batalha, distrito de Leiria.
Tem cerca de 200 habitantes e uma vasta àrea.
Esta pequena aldeia situa-se no sopé da Serra da Maúnça.
Habitualmente os festejos da aldeia realizam-se no segundo fim-de-semana do mês de Agosto, festas em honra de Santa Maria Madalena, a padroeira, e a Santo António.